# Jan de Bont

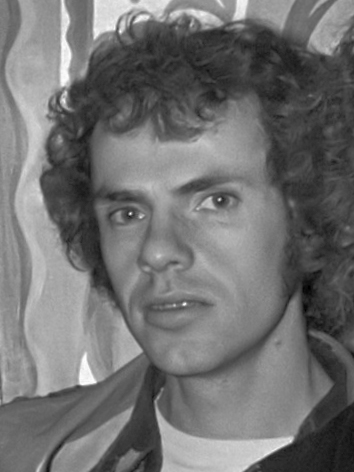
Jan de Bont (1973)

Jan de Bont (Eindhoven, 22 de outubro de 1943) é um diretor de fotografia, diretor de cinema e produtor neerlandês.
Ele estudou na Academia de Cinema e Televisão de Amsterdã. Depois disso trabalhou com o diretor vanguardista holandês Adriaan Ditvoorst. De Bont foi cineasta/diretor de fotografia de muitos dos primeiros filmes de Ditvoorst, incluindo o premiado Ik Kom Wat Later Naar Madra (Eu vou um pouco mais tarde para Madra). Ele adquiriu fama na Holanda como cineasta com o filme Turks Fruit de 1973, dirigido por Paul Verhoeven, com Rutger Hauer e Monique van de Ven. A partir de meados dos anos 70 ele começou a trabalhar nos Estados Unidos, trabalhando com freqüência em Hollywood.
Em 1994, De Bont fez sua estréia na direção com o filme "Speed", que foi um sucesso de bilheteria. Em seguida, ele dirigiu Twister de 1996.

## Filmografia parcial

### Diretor de fotografia
- Turks Fruit (1973)
- Cujo (1983)
- De Vierde Man (1983)
- All the Right Moves (1983)
- Flesh & Blood (1985)
- Ruthless People (1986)
- The Clan of the Cave Bear (1986)
- Who's That Girl? (1987)
- Leonard Part 6 (1987)
- Die Hard (1988)
- Bert Rigby, You're a Fool (1989)
- The Hunt for Red October (1990)
- Lethal Weapon 3 (1992)
- Basic Instinct (1992)

### Diretor de cinema
- Speed (1994)
- Twister (1996)
- Speed 2: Cruise Control (1997)
- The Haunting (1999)
- Lara Croft Tomb Raider: The Cradle of Life (2003)
- Stopping Power (2008)
- Point Break: Indo (2009)

### Produtor
- SLC Punk! (1998)
- Equilibrium (2002)
- Minority Report (2002)